# Caerau
Caerau est une communauté de la cité et comté de Cardiff, au pays de Galles.

## Géographie
Caerau se situe à l'ouest du centre-ville de Cardiff, de l'autre côté de l'Ely, à la frontière du Vale of Glamorgan. Il s'agit d'un ancien village rattrapé par la croissance urbaine de Cardiff et qui lui est rattaché administrativement depuis 1922.

## Démographie
Au recensement de 2011, la communauté de Caerau comptait 11 318 habitants.